# Johann Anton Knecht
Johann Anton Knecht (seit 1790 von Knecht) (* 24. Dezember 1741 in Braunshausen; † 4. Oktober 1810 in Wien) war geheimer Hofsekretär Josephs II. und hatte auf diesen erheblichen Einfluss.

## Leben
Seine Eltern waren wohlhabende Bauern. Diese bestimmten ihn für den geistlichen Stand. Demgemäß erzogen wurde er von dem Pfarrer in Hallenberg. Auch das Gymnasium in Geseke soll er besucht haben. Als er keine Neigungen für den geistlichen Stand zeigte, versuchte man ihn durch Drohungen und Strafen dazu zu zwingen.
Er lief von zu Hause fort und ging nach Frankfurt am Main. Dort arbeitete er zunächst als Packknecht. Er lernte einen Diener des kaiserlichen Residenten, des Grafen von Bergh kennen. Dieser empfahl ihm seinem Herrn. Knecht wurde Kopist des Grafen und stieg zum Sekretär auf. Gleichzeitig bildete er sich im Selbststudium fort. Zusammen mit dem Grafen ging er nach Wien und wurde dessen erster Sekretär.
Weil das Büro des Grafen in direkter Verbindung mit Joseph II. stand, kam Knecht in Kontakt mit dem Kaiser. Um die fehlende Bildung Knechts auszugleichen, veranlasste der Kaiser, dass dieser zwei Jahre an der Universität Wien studieren konnte. Dort widmete sich Knecht der Geschichtswissenschaft und der Diplomatik. Danach trat er als Kabinettssekretär in die Dienste Josephs II.
In der Folge wurde er zu einem seiner Vertrauen und hatte erheblichen Einfluss auf den Kaiser. Er war an der Ausarbeitung verschiedener Reformvorhaben beteiligt, die Joseph II. ohne Kenntnis seiner Mutter und Mitregentin Maria Theresia plante. Weil sich Knecht weigerte die entsprechenden Schriftstücke ihr zu übergeben, ließ sie ihn festnehmen. Auf Veranlassung Josephs II. wurde Knecht wieder freigelassen.
Insbesondere nach 1780 zur Zeit der Alleinregierung des Kaisers spielte Knecht neben Kaunitz im Hintergrund eine wichtige politische Rolle. Dies gilt insbesondere für die innere Reformpolitik. Er soll insbesondere am Toleranzedikt von 1781 maßgeblich beteiligt gewesen sein.
In seinem Testament bedachte der 1790 gestorbene Kaiser Knecht mit einer beträchtlichen Leibrente und schenkte ihm kostbare Gemälde. Kaiser Leopold II. lehnte die Weiterbeschäftigung Knechts ab. Allerdings erhob er ihn in den Adelsstand. Er lebte danach zurückgezogen in Wien. Da er nicht verheiratet war, ging sein Titel und sein Vermögen auf den jüngeren Bruder Carl Wilhelm von Knecht über. Dieser war Staats- und Konferenzrat. Da auch dieser unverheiratet war, erlosch der Adelstitel.
Friedrich Wilhelm Grimme hat das Schicksal Knechts später in einer Geschichte erzählt.